# Unia Polityki Realnej
Unia Polityki Realnej (deutsch Union für Realpolitik oder Union der Realpolitik, kurz UPR) ist eine klassisch-wirtschaftsliberale (auch „radikal-“ oder „ultraliberale“) Partei in Polen. Sie vertritt Monarchisten, Libertäre sowie Konservative und trat für eine freie Marktwirtschaft ohne soziale Komponente ein. Den Beitritt Polens zur Europäischen Union lehnte sie ab, stattdessen wollte sie eine Anlehnung an die Nordamerikanische Freihandelszone.
Die UPR wurde von Janusz Korwin-Mikke geführt, der für sein exzentrisches Auftreten bekannt ist. Er war 1995, 2000 und 2005 auch der Präsidentschaftskandidat der UPR, bevor er zur Partei Wolność i Praworządność (deutsch Freiheit und Rechtsstaatlichkeit) übertrat. Beide Parteien fusionierten 2011 zum Kongress der Neuen Rechten. Einige Mitglieder führten die UPR jedoch fort.

## Programmatik
Gefordert wurden von den Anhängern der UPR ein absolutes Freiheitsrecht des Einzelnen, die Abschaffung der staatlichen Sozial- und Rentenversicherung sowie sämtlicher Interventionsmöglichkeiten des Staates in die Wirtschaft. Weiterhin wurde eine weitestgehende Privatisierung staatlicher Betriebe, unter anderem auch der staatlichen Gesundheitseinrichtungen gefordert. Ursprünglich noch radikalere Forderungen wie die völlige Abschaffung von Arbeitslosenunterstützung und der Privatisierung des Schulwesens milderte sie allerdings nach 2004 ab.
Im Parteimagazin Najwyższy Czas! („Höchste Zeit!“) und in vom zugehörigen Verlag Oficyna Konserwatystów i Liberałów („Verlagsanstalt der Konservativen und Liberalen“) herausgegebenen Büchern vertraten Korwin-Mikke und der stellvertretende Vorsitzende Stanisław Michalkiewicz auch antisemitische Vorstellungen. Der Antisemitismus der UPR baute allerdings nicht auf dem in Polen verbreiteten National-Katholizismus (die UPR war im Gegensatz sogar antiklerikal), sondern auf vermeintlichen wirtschaftlichen Interessen der Polen, die mit denen der Juden im Widerspruch ständen. Die UPR forderte die Verhinderung der Rückgabe von Eigentum der jüdischen Gemeinden, da keine rechtliche Kontinuität zwischen damaligen und heutigen Besitzern vorläge. Das Parteimagazin verglich 2007 in einer europakritischen Reportage («EU-Faschismus») Angela Merkel mit Hitler. Die Partei befürwortete auch ein Privatversicherungsmodell für das Gesundheitssystem sowie die Wiedereinführung der Todesstrafe und trat gegen Abtreibungen, die Mitgliedschaft Polens in der EU sowie die Lesben- und Schwulenehe ein. Korwin-Mikke forderte zudem im Präsidentschaftswahlkampf 1995 die Abschaffung des Frauenwahlrechts.

## Geschichte
Vorläufer war der am 14. November 1987 gegründete Verein Ruch Polityki Realnej („Bewegung der Realpolitik“). Im November 1990 organisierte dieser einen Kongress der polnischen Rechten, auf dem auch der Nationalen Wiedergeburt Polens (NOP) nahestehende Skinheads als Saalschutz eingesetzt wurden. Am 6. Dezember 1990 wurde die Vereinigung offiziell unter dem Namen Konserwatywno-Liberalna Partia Unia Polityki Realnej („Konservativ-Liberale Partei Union der Realpolitik“) als eine politische Partei registriert. Bei den Wahlen zum Sejm im Jahr 1991 erhielt sie 2,3 % der Stimmen, was der Partei ermöglichte, drei Abgeordnete zu stellen. Im Jahr 1993 erhielt sie 3,2 % der Stimmen, scheiterte jedoch an der neu eingeführten Fünf-Prozent-Hürde. Im Jahr 1997 bildete sie gemeinsam mit anderen kleinen Parteien die Liste Unia Prawicy Rzeczypospolitej („Union der Republikanischen Rechten“), die 2,1 % der Stimmen erhielt.
Im Jahr 2004 kandidierte Janusz Korwin-Mikke in Breslau zum Polnischen Senat. Er erhielt 18 % der Stimmen, wurde aber nicht gewählt.
Zur Parlamentswahl 2015 kandidierte der Vorsitzende Józwiak für die Kukiz-Bewegung und erhielt ein Abgeordnetenmandat. Anfang des Jahres 2017 trat Tomasz Rzymkowski, der ebenfalls über einen Listenplatz der Bewegung in den Sejm einzog, der UPR bei und wurde später zu deren Vize-Vorsitzenden gewählt.

## Parteivorsitzende
- Janusz Korwin-Mikke, Parteivorsitzender in den Jahren 1990 bis 1997 und 1999 bis 2003
- Stanisław Michalkiewicz, Parteivorsitzender in den Jahren 1997 bis 1999
- Wojciech Popiela, Parteivorsitzender in den Jahren 1999 bis 2008
- Jacek Boroń, Parteivorsitzender von Juni bis November 2005
- Bolesław Witczak, Parteivorsitzender von Juni 2008 bis 2011
- Bartosz Józwiak, Parteivorsitzende seit Februar 2011

Mit dieser Partei sympathisiert der Schriftsteller Rafał Ziemkiewicz.